# Martin Max
Martin Max, född 1968, är en tysk fotbollsspelare.
Max har vunnit skytteligan två gånger i Bundesliga.

## Meriter
- 1 A-landskamp för Tysklands herrlandslag i fotboll
- Skyttekung i Bundesliga 2000, 2002

## Klubbar
Klubbar som spelare.
- FC Hansa Rostock
- TSV 1860 München
- FC Schalke 04
- Borussia Mönchengladbach